# 小林沼

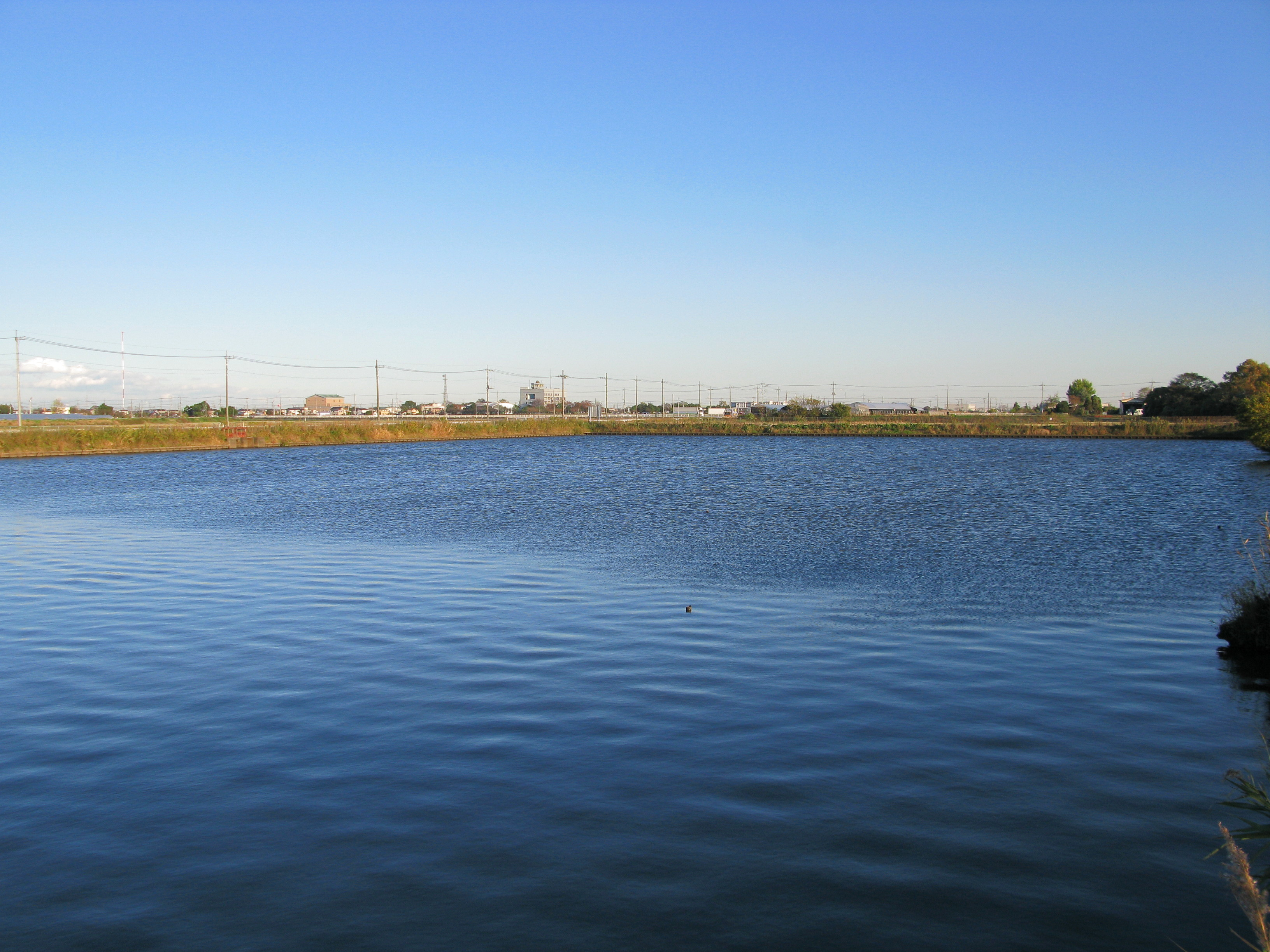
小林沼（2011年10月）

小林沼（おばやしぬま）は、埼玉県久喜市菖蒲町小林にある沼である。

## 概要
小林沼は小林裏沼または小林後沼とも称され、かつて現在よりも広範な範囲に所在する自然沼であった。この自然沼を1728年（享保13年）に掘り上げ田形式で新田開発し、「小林後沼新田」と呼ばれる小区分の新田となった。昭和40年代になり、1966年（昭和41年）7月に小林・栢間内水面特殊ほ場整備事業が竣工し、周辺に所在する掘り上げ田と併せ圃場整備・農地改良が行われ、現在では通常の水田へと整備がなされた。この圃場整備の際、掘り潰れ（掘り上げ田に盛り土をするために採土をし、水面より低くなり水路になった部分。）を埋めるために採土が行われた跡が、現在の小林沼となっている。
小林沼の所在地である小林地内では1965年（昭和40年）頃まで掘り潰れにて12月過ぎに投網を用いてコイやフナなどを捕り、捕った魚を炭火焼にし、ベンケイに刺して乾燥させたものを正月に食すという食文化があった。現在、小林沼は農業用水のため池として利用されている。周囲には水田の農耕地が広がっており、周囲に沼を周回できる道路が整備されている。北側には沼落悪水路（三間堀）が流れ、南に野通川が流れている。

## 所在地
- 〒346-0115 - 埼玉県久喜市菖蒲町小林